# Dylan Ouédraogo
Dylan Ouédraogo (Marseille, 22 juli 1998) is een Burkinees voetballer die geboren werd in Frankrijk. Hij speelt sinds 2019 bij OH Leuven.

## Clubcarrière

### AS Monaco
Ouédraogo is een jeugdproduct van AS Monaco. Hij speelde twee seizoen voor het tweede elftal van de Franse club.

### Apollon Limassol
Op 4 augustus 2018 maakte Ouédraogo de overstap naar het Cypriotische Apollon Limassol. Hier speelde hij 17 wedstrijden.

### OH Leuven
Na één seizoen in Cyprus maakte Ouédraogo de overstap naar OH Leuven.

## Interlandcarrière
Ouédraogo maakte zijn interlanddebuut voor Burkino Faso op 24 maart 2017 in de vriendschappelijke wedstrijd tegen Marokko.